# Ossuccio
Ossuccio es un municipio italiano de 940 habitantes de la provincia de Como.

Las localidades que componen el municipio son: Spurano, Carate, Garzola, Soccorso, Ospedaletto (Stabio hasta el año 1810), Isola (la antigua Balbiano, en tierra firme), le Grane y Mulina (la antigua Perlana), la Isola Comacina (llamada localmente «Castell» o «San Giovanni»).

## Cultura
En el año 2003 el Sacro Monte di Ossuccio, junto con otros ocho Sacri Monti del Piamonte y la Lombardía, fue inscrito por la Unesco en la Lista del Patrimonio Mundial.

Ubicado sobre el lado occidental del Lago de Como, el Sacro Monte di Ossuccio tiene un notable valor paisajístico. Las capillas representan los misterios del rosario, y fueron realizadas entre 1635 y 1710 a lo largo de un recorrido en ascenso que conduce al Santuario della Beata Vergine del Soccorso.

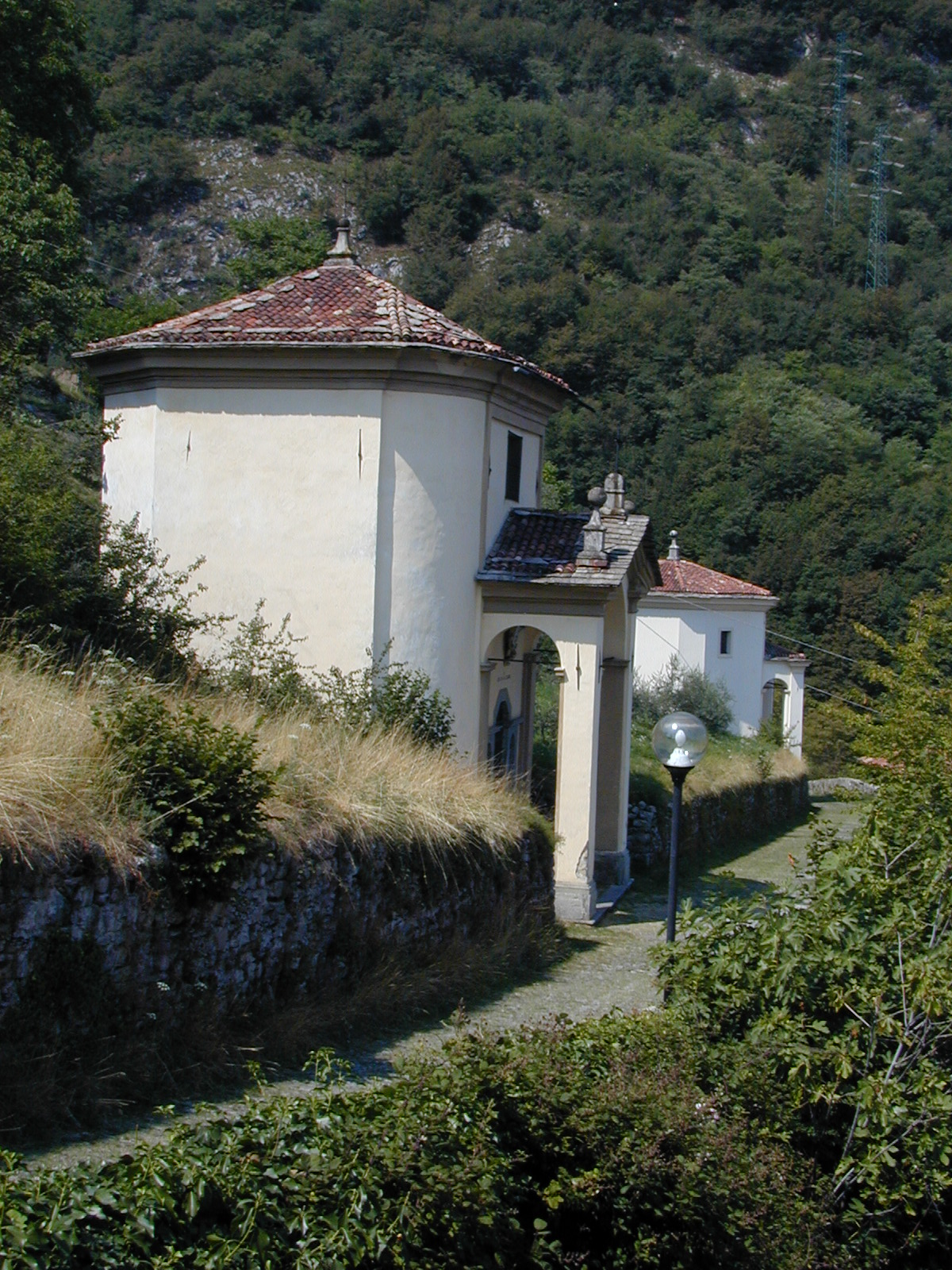
Sacro Monte di Ossuccio: La vía de las capillas.

## Evolución demográfica
| Gráfica de evolución demográfica de Ossuccio entre 1861 y 2001 |
|                                                                |
| Fuente ISTAT - elaboración gráfica de Wikipedia                |